# Taki Rentarō

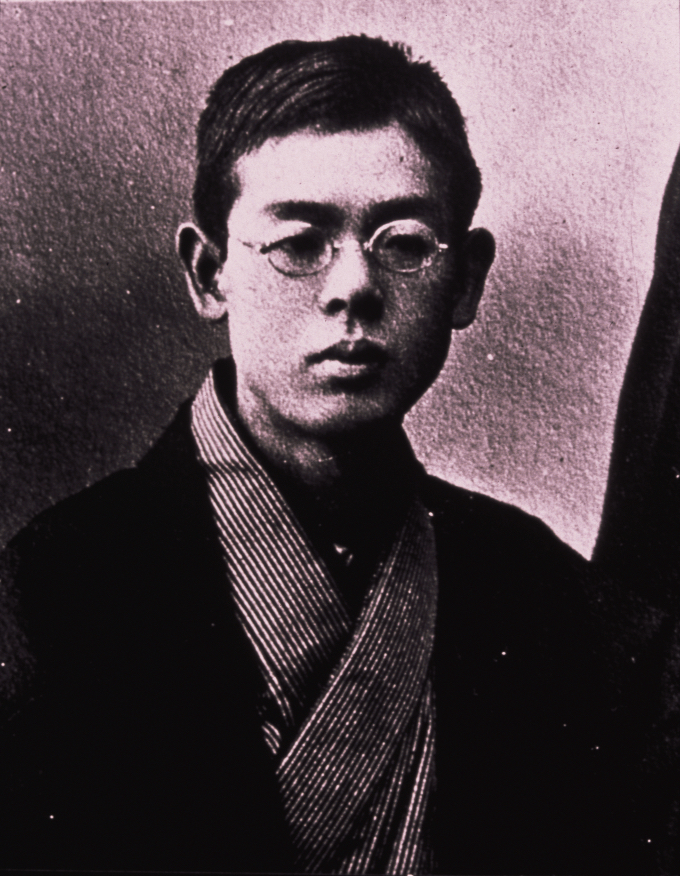
Taki Rentarō

Rentarō Taki (jap. 瀧 廉太郎 Taki Rentarō; * 24. August 1879 in Tokio; † 29. Juni 1903 in Ōita) war ein japanischer Komponist.

## Leben
Nach seinem Studienabschluss an der Tokioter Musikschule (heute: Tokyo National University of Fine Arts and Music) im Jahre 1901, wo er ein Schüler August Junkers war, ging er an das Leipziger Konservatorium, um seine Studien (Komposition bei Salomon Jadassohn, Klavier bei Robert Teichmüller) fortzusetzen, erkrankte aber schwer an Tuberkulose und musste wieder nach Japan zurückkehren. Dort starb er kurz darauf im Alter von 23 Jahren.
In Taketa auf Kyushu, wo Taki seine Schulzeit verbrachte, befindet sich ein Museum (Taki Rentarō Kinenkan) sowie ein Denkmal (ein Replikat der Leipziger Gedenktafel).

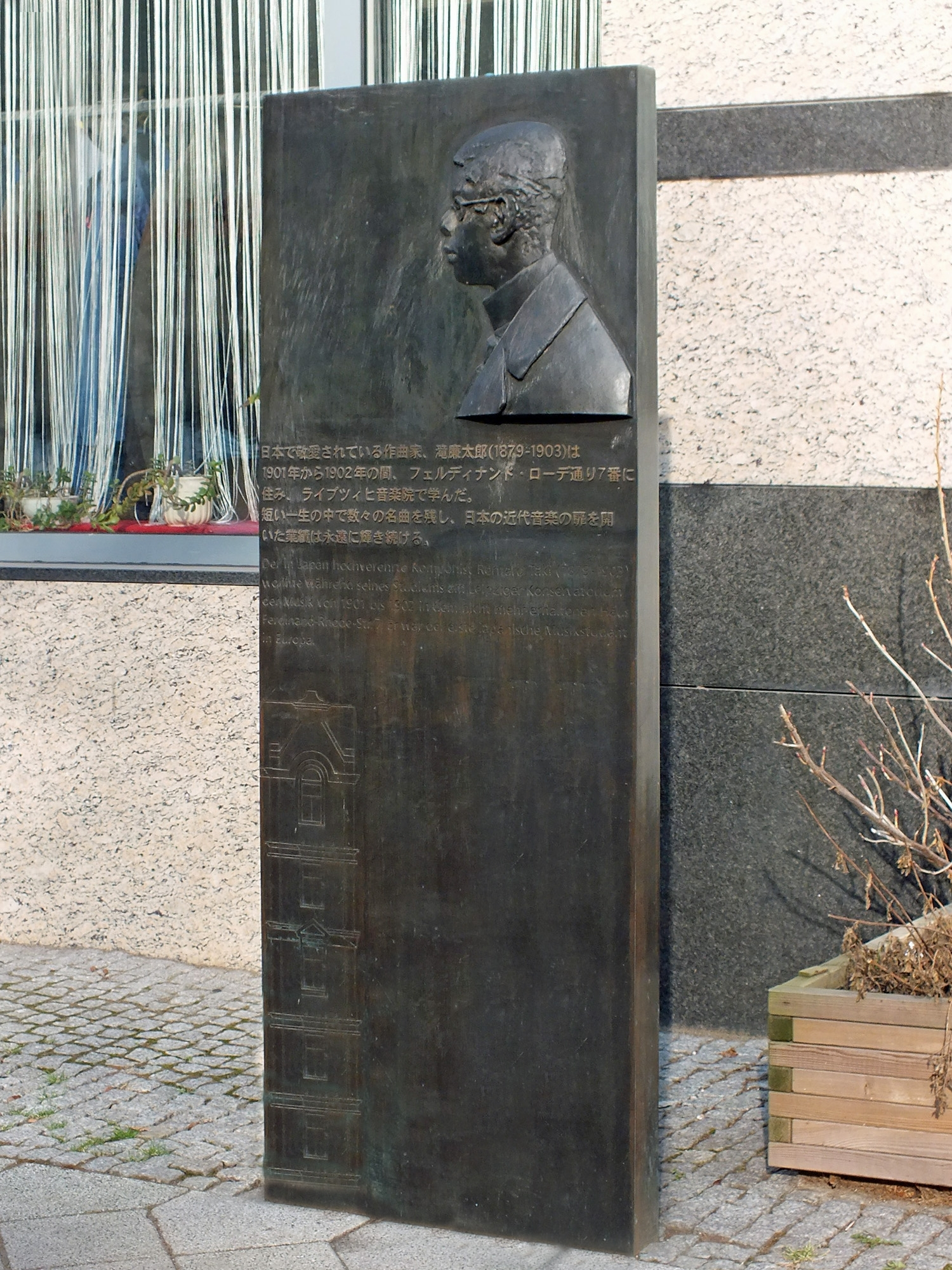
Denkmal in Leipzig
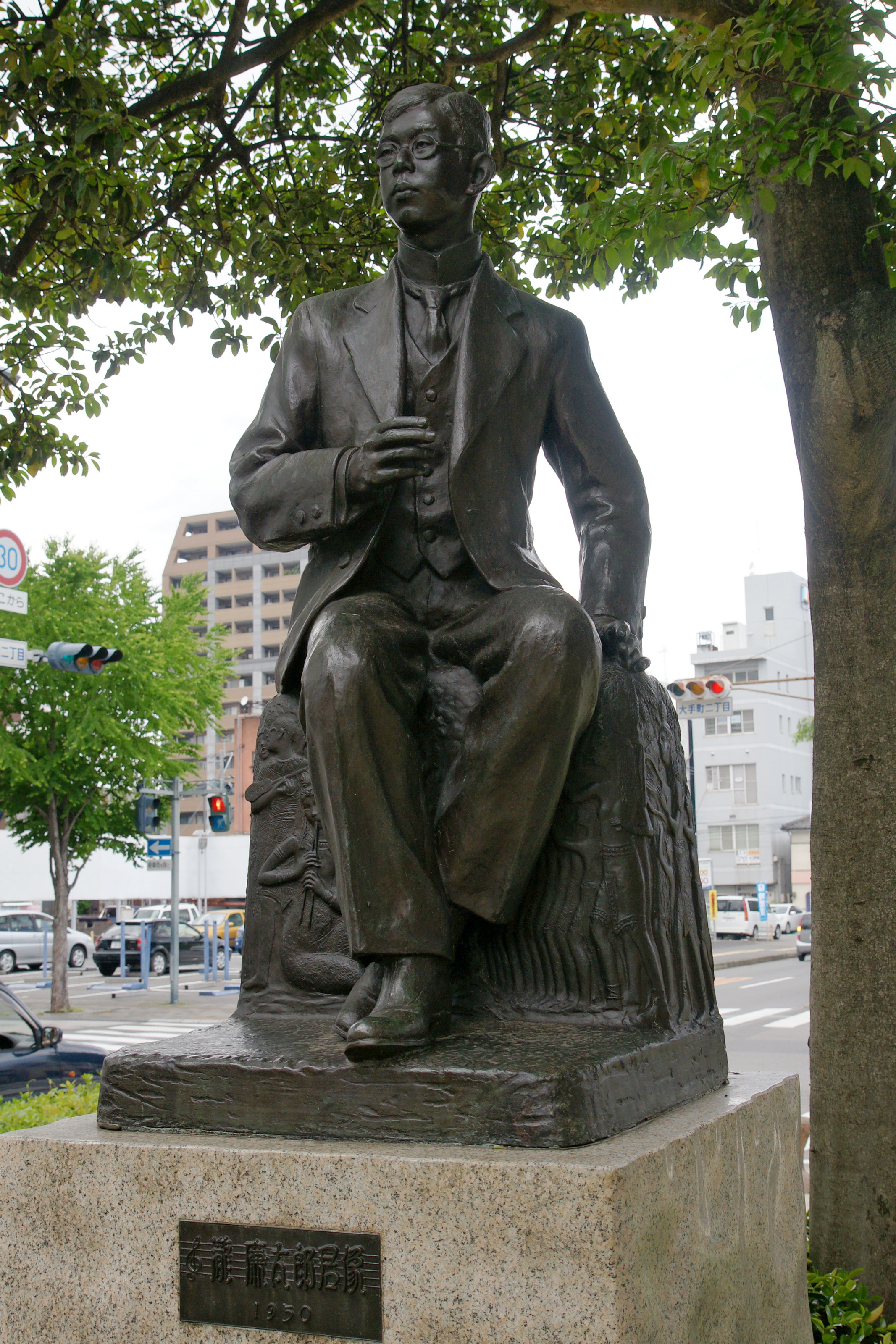
Statue in Ōita

In Leipzig wurde zu seinem 100. Todestag 2003 durch die Internationale Mendelssohn-Stiftung e. V. in der Nähe seines damaligen Wohnhauses (nicht mehr vorhanden) in der Ferdinand-Rhode-Straße ein Rentaro-Taki-Denkmal aufgestellt. Es wurde von Ulf Puder gestaltet, der einen dazu ausgelobten Wettbewerb gewonnen hatte.
Taki schrieb hauptsächlich Klaviermusik und Lieder. Das zu seinen bekanntesten Kompositionen zählende Lied Kōjō no Tsuki (荒城の月 – „Der Mond über der Burgruine“)  wurde auch von Musikern wie Thelonious Monk und den Scorpions aufgegriffen. In Japan gilt er wegen seiner vielen bekannten Lieder als „japanischer Schubert“.

## Kompositionen für Klavier (Auswahl)
- Menuett in h-Moll
- Urami (憾 – „Bedauernswert“) in d-Moll

## Vokalmusik (Auswahl)
- Hakone hachiri (箱根八里 – „Acht Meilen durch Hakone“)
- Hana (花 – „Kirschblüten“)
- Kōjō no tsuki (荒城の月 – „Der Mond über der Burgruine“)
- O-shōgatsu (お正月 – „Neujahr“)
- Mizu asobi (水遊び – „Im Wasser plantschen“)